# Espalmador
Espalmador (katalanisch: Illa de s'Espalmador) ist eine kleine Insel nördlich von Formentera und gehört zu den Pityusen, die wiederum ein Teil der Balearischen Inseln sind. Die Insel liegt im Naturschutzgebiet des Parque Natural de Ses Salines.
Die Illa de s’Espalmador hat eine Fläche von rund 2 km², ist ca. 2,7 km lang und 1,3 km breit und von weiteren kleinen Inseln umgeben. Mit Ausnahme einer großen Bucht im Süden und einer weiteren im Nordwesten der Insel ist die Küste felsig und schroff.

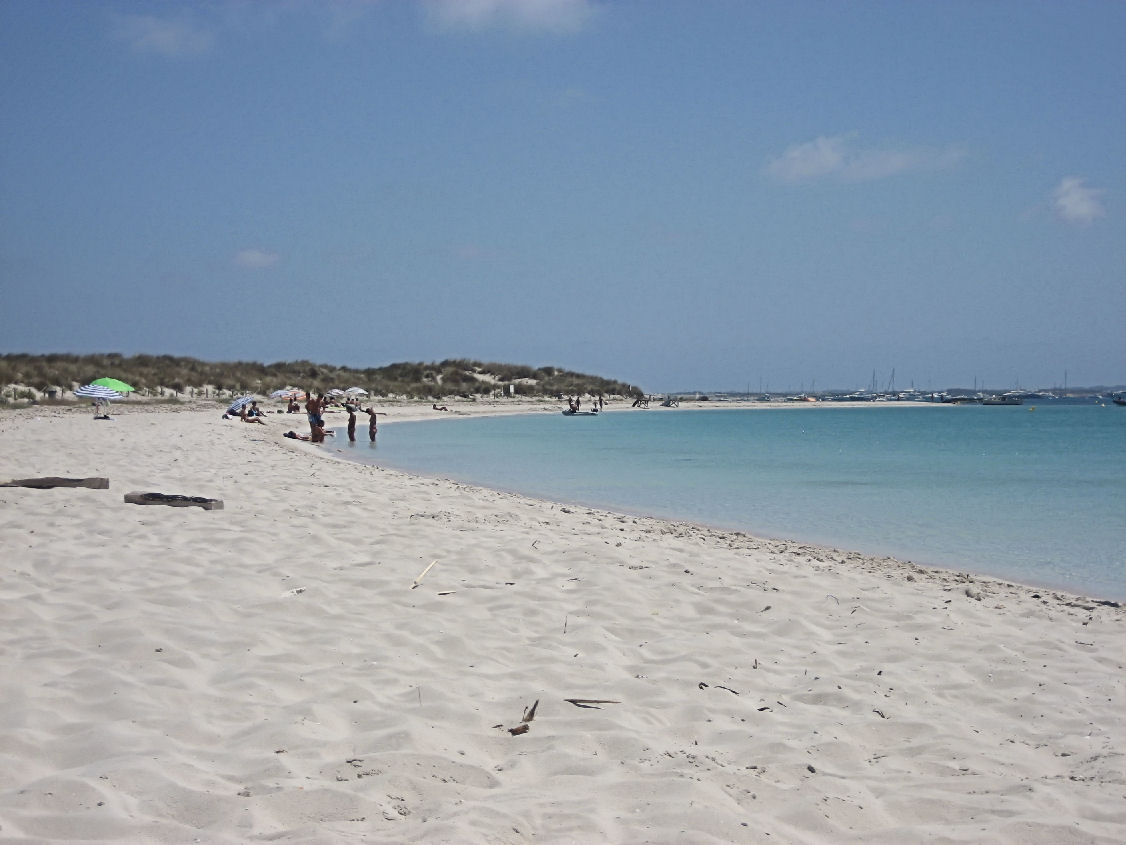
Strand Platja de s'Alga

Die südliche Bucht bietet einen hervorragend geschützten Ankerplatz, einen Sandstrand Platja de s'Alga mit Palmen sowie klares Wasser, weshalb s'Espalmador gerne als Ausflugsziel für Touristen von Formentera oder Ibiza aufgesucht wird.
Eine weitere Besonderheit stellt die in der Mitte der Insel vorhandene schwefelhaltige Schlammlagune dar, in der Besucher seit jeher Schlammbäder nehmen konnten. Im Zuge der wachsenden Umwelt- und Naturschutzvorschriften auf den Balearen wurde diese Schlammlagune jedoch im Frühjahr 2008 mit Absperrtauen eingefriedet und auf das fortan gültige Verbot des Betretens mit Schildern hingewiesen. Auf der Insel befindet sich auf dem höchsten Punkt (22 m) der runde klobige Torre de sa Guardiola, ein 1749 errichteter Wachturm. Zwischen Formentera und s’Espalmador liegen nur knapp 150 Meter. Da die Passage nach Formentera nicht sonderlich tief ist, kann man gezeiten- und strömungsabhängig auch zu Fuß nach Espalmador gelangen, jedoch sollte man aus Sicherheitsgründen die Anreise per Boot vorziehen. Espalmador ist während der Saison mit Zubringerbooten ab Port de sa Savina erreichbar. Espalmador steht unter Naturschutz, Hinweisschilder weisen auf eine Vielzahl von Regeln hin, jedoch ist das Betreten generell nicht untersagt.

## Geschichte
Ausgrabungen weisen auf die ersten Bewohner aus der punischen Zeit hin, die weiteren gefundenen Artefakte stammen aus der Zeit zwischen dem 3. und 1. Jahrhundert v. Chr. Auf einer Landzunge im Norden der Insel befindet sich eine weitere archäologische Stätte, die zu einer römischen Villa gehört.
Während des 16. und 17. Jahrhunderts galt die Insel als unbewohnt. Nach der Wiederbesiedlung von Formentera wurde s’Espalmador von Fischern und zur Gewinnung von Sandstein genutzt und ein traditionelles Bauernhaus entstand im Norden der Insel. Seit dem 19. Jahrhundert war die Insel wieder bewohnt. Anfang des 20. Jahrhunderts war s’Espalmador auch ein strategischer Punkt für den Handel mit geschmuggelten Waren.
1927 kaufte der Geschäftsmann Bernard Richard James Cinnamond (1889–1975) aus Barcelona die Insel und errichtete auf einer Anhöhe am Hafen s’Algar ein Anwesen sowie ein Oratorium, das noch heute den Namen Sant Bernat trägt. Das Anwesen ist heute eine Sommerresidenz und im Besitz der Nachkommen von Don Bernat.
2018 wurde die Insel für 18 Millionen Euro an eine Luxemburger Familie verkauft. Der Versuch, die Insel an die Regionalregierung von Formentera zu verkaufen, war zuvor gescheitert.